# Asuridia metaphae
Asuridia metaphae är en fjärilsart som beskrevs av George Francis Hampson 1900. Asuridia metaphae ingår i släktet Asuridia och familjen björnspinnare. Inga underarter finns listade i Catalogue of Life.